# Sestiere

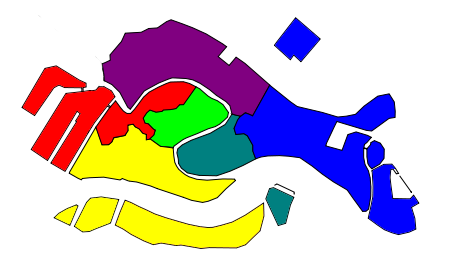
De sestieri van Venetië.

Een sestiere (meervoud: sestieri) is een onderverdeling van bepaalde Italiaanse steden en dorpen. Het woord komt van sesto (zesde) en wordt alleen gebruikt voor steden die verdeeld zijn in zes delen. Het beste voorbeeld zijn de zes sestieri van Venetië, maar ook andere steden zoals Ascoli Piceno, Genua en Rapallo zijn verdeeld in zes delen.
Andere steden die verdeeld zijn in vier delen worden quartieri genoemd en in drie terzieri. Sommige steden benoemen deze stadsdelen met de naam rioni, zoals gebeurd in Rome. De begrippen sestiere, quartiere, terziere en rione worden niet meer administratief gebruikt, maar alleen in historische context.